# مانولو کاردونا
مانولو کاردونا (انگلیسی: Manolo Cardona؛ زادهٔ ۲۵ آوریل ۱۹۷۷) بازیگر اهل کلمبیا است.
از فیلم‌ها یا برنامه‌های تلویزیونی که وی در آن نقش داشته است می‌توان به نارکس، عبور از مرز، فورت بلیس و چه کسی سارا را کشت؟ اشاره کرد.